# Résurrection (album d'ADX)
Pour les articles homonymes, voir Résurrection (homonymie).
Albums de ADX
Weird Visions
(1990) VIII Sentence
(2001)
Résurrection est le cinquième album studio du groupe de speed metal français ADX sorti en 1998.

## Liste des titres
| No  | Titre                | Durée |
| --- | -------------------- | ----- |
| 1.  | VII (instrumental)'  | 2:01  |
| 2.  | Résistance           | 3:39  |
| 3.  | L'Ombre du désespoir | 3:42  |
| 4.  | Le Maudit            | 5:34  |
| 5.  | Sniper               | 5:05  |
| 6.  | L'Esprit malade      | 4:44  |
| 7.  | De l'autre côté      | 3:34  |
| 8.  | La Dame noire        | 5:04  |
| 9.  | Jeux de chair        | 7:41  |
| 10. | Résurrection         | 4:54  |
| 11. | Marquis du mal       | 4:45  |

Paroles et musique : ADX (Source).

## Composition du groupe
- Philippe "Phil" Grelaud - Chant.
- Hervé "Marquis" Tasson - Guitare.
- Yves "Louis XV" Malezieux - Guitare.
- Frédéric "Deuch" Deuchilly - Basse.
- Didier "Dog" Bouchard - Batterie.

## Sources
1. ↑  , allmusic.com